# Городище (деревня, Переславский район)
Городище — деревня в Ярославской области России. 
В рамках административно-территориального устройства входит в Глебовский сельский округ Переславского района, в рамках организации местного самоуправления — в городской округ город Переславль-Залесский.

## География
Близ села протекает река Кубрь.

## Население
| 1859 | 1905 | 1926 | 2007 | 2010 |
| ---- | ---- | ---- | ---- | ---- |
| 134  | ↗140 | ↗192 | ↘16  | ↘6   |

Постоянное население на 1 января 2007 года 16 человек.

## История
С 2005 до 2018 гг. деревня входила в Пригородное сельское поселение Переславского муниципального района, упразднённого в пользу городского округа город Переславль-Залесский.

## Известные люди
В селе родился советский танкист Михаил Алексеевич Наумов.